# Kiana James
Kayla Klingensmith (nascida Inlay; Sioux City, 23 de maio de 1997) é uma lutadora profissional americana. Ela trabalha atualmente para a WWE, onde se apresenta na marca Raw sob o nome de ringue Kiana James. Ela é uma ex-campeã de duplas femininas do NXT, tendo conquistado o título uma vez.

## Início de vida
Kayla Inlay nasceu em Sioux City, Iowa. Ela completou sua educação secundária na East High School e se formou na Morningside University em 2019, com um diploma em ciências.

## Carreira na luta livre profissional

### Início de carreira (2021–2022)
Inlay treinou para se tornar uma lutadora profissional na escola de wrestling Flatbacks, em Apopka, Flórida, sob a orientação de Tyler Breeze e Shawn Spears. No episódio de 21 de setembro de 2021 do AEW Dark, ela fez sua estreia no ringue sob o nome de Xtina Kay, perdendo para The Bunny.

### WWE

#### NXT (2022–2024)
Inlay fez sua estreia na WWE sob seu nome real no episódio de 1º de fevereiro de 2022 do NXT, perdendo para Sarray. Ela foi repaginada como Kiana James e adotou uma gimmick heel de mulher de negócios, estreando no Torneio Breakout Feminino do NXT em 17 de maio, onde perdeu para Roxanne Perez na primeira rodada. James teve sua primeira vitória televisionada no episódio de 24 de junho do NXT Level Up, derrotando Brooklyn Barlow. No episódio de 19 de julho do NXT, James competiu em uma battle royal de 20 mulheres para determinar a desafiante número um pelo Campeonato Feminino do NXT, eliminando Fallon Henley, mas foi eliminada por Nikkita Lyons. James então entrou em uma rivalidade com Lyons após insultar sua aparência, mas perdeu para ela no episódio de 9 de agosto do NXT e em uma luta de duplas ao lado de Arianna Grace contra Lyons e Zoey Stark no episódio de 13 de setembro do NXT. James teve uma breve rivalidade com Dana Brooke no Main Event, derrotando-a em 3 de novembro. Em seguida, começou uma rivalidade com Henley, apostando o bar de seus pais contra a oferta que James fez a ela. No episódio de 29 de novembro do NXT, James derrotou Henley. No NXT Deadline, James competiu no Iron Survivor Challenge feminino para determinar a desafiante número um pelo Campeonato Feminino do NXT de Mandy Rose, que foi conquistado por Perez. No episódio de 27 de dezembro do NXT, James encerrou sua rivalidade com Henley após perder para ela em uma luta chamada Battle for the Bar.
No NXT: New Year's Evil, em 10 de janeiro de 2023, James competiu em uma battle royal de 20 mulheres para determinar a desafiante número um pelo Campeonato Feminino do NXT de Roxanne Perez, sendo eliminada por Lyra Valkyria. Em 5 de fevereiro, no NXT Vengeance Day, James e Fallon Henley derrotaram Katana Chance e Kayden Carter para conquistarem o Campeonato de Duplas Femininas do NXT, marcando o primeiro título da carreira de James e tornando-a face no processo. Em 1º de abril, no NXT Stand & Deliver, James e Henley perderam os títulos para Alba Fyre e Isla Dawn. No episódio de 25 de abril do NXT, após James e Jensen serem derrotados por Josh Briggs e Fallon Henley, James abandonou Jensen, que voltou a se juntar a Briggs e Henley, transformando James em uma heel novamente. No episódio de 9 de maio do NXT, na primeira rodada do torneio pelo vago Campeonato Feminino do NXT, James foi eliminada por Lyra Valkyria. James então conseguiu vencer uma luta fatal 4-way para se tornar desafiante número um pelo título no episódio de 29 de agosto do NXT. Na semana seguinte, ela foi derrotada pela campeã Tiffany Stratton.
A partir daí, James começou uma breve rivalidade com a nova campeã feminina do NXT, Becky Lynch, chegando até a ajudar Tiffany Stratton em seus ataques. Elas acabaram perdendo para Lynch e Lyra Valkyria em uma luta de duplas no episódio de 19 de setembro do NXT. Em seguida, James iniciou uma rivalidade com Roxanne Perez, atacando-a após a derrota de Perez para Asuka no episódio de 10 de outubro do NXT, até Shotzi aparecer da mesa de comentaristas para atacar James. Na semana seguinte, James perdeu para Shotzi. Naquela mesma noite, Perez desafiou James para uma luta Spin the Wheel, Make the Deal Devil's Playground na Noite 1 do NXT: Halloween Havoc, na qual Perez saiu vitoriosa. No episódio de 14 de novembro do NXT, James interferiu na luta de qualificação de Perez para o Iron Survivor Challenge feminino no NXT Deadline, ajudando Lash Legend a conquistar a vitória. Duas semanas depois, James perdeu sua luta de qualificação contra Kelani Jordan, com Perez causando a distração. No NXT Deadline, em 9 de dezembro, James derrotou Perez em uma luta Steel Cage, com a ajuda de Izzi Dame. No NXT Stand & Deliver, em 6 de abril de 2024, James e Dame se uniram a Jacy Jayne em sua rivalidade contra Thea Hail da Chase University, que se juntou a Fallon Henley e Kelani Jordan, com a equipe de Henley vencendo em uma luta de trios. No episódio seguinte do NXT, James e Dame derrotaram Henley e Jordan em uma luta de duplas, que foi a última luta de James no NXT.

#### Raw (2024–presente)
Na Noite 1 do WWE Draft, no episódio do SmackDown em 26 de abril de 2024, James foi transferida para a marca Raw. No episódio do Raw em 3 de junho, James derrotou Natalya em sua estreia no plantel principal.

## Títulos e prêmios
- WWE
  - Campeonato de Duplas Femininas do NXT (1 vez) – com Fallon Henley[35]
- Pro Wrestling Illustrated
  - PWI a colocou na posição #166 das 250 melhores lutadoras individuais no PWI Women's 250 em 2023[36]